# First Division 1908/1909
Dvacátý první ročník First Division (1. anglické fotbalové ligy) se konal od 1. září 1908 do 30. dubna 1909.
Sezonu vyhrál potřetí ve své historii Newcastle United. Nejlepším střelcem se stal hráč Evertonu Bert Freeman, který vstřelil 38 branek.